# Pero de Magalhães Gândavo
Pero de Magalhães Gândavo (geb. 1540 in Braga; gest. 1580) war ein portugiesischer Historiker, Schriftsteller und Chronist.

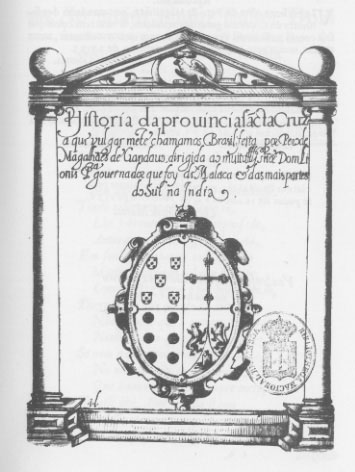
Frontispiz der Historia da provincia Sancta Cruz a que vulgarmente chamamos Brasil..., veröffentlicht in Lisboa, in der Officina de Antonio Gonsalvez (1576)

## Leben
Gândavo wurde im Raum Braga geboren. Der Humanist führte eine öffentliche Lateinschule. Er war der Verfasser der ersten portugiesischen Rechtschreibungslehre. 
Er lebte einige Jahre in Brasilien und ist als Verfasser eines geschichtlichen Werkes História da Província Santa Cruz (Geschichte der Provinz vom Heiligen Kreuz) über die Terra da Santa Cruz (d. h. das „Land des heiligen Kreuzes“, anfänglich eine Bezeichnung für Brasilien) bekannt (1576). In seinem Werk berichtet er von der Niederlassung der Portugiesen in Amerika und berichtet über die Eingeborenen sowie die Flora und Fauna des Landes.
Dem Autor Vasco da Graça Moura zufolge soll er nach seiner Rückkehr nach Portugal Kopist am Torre do Tombo gewesen sein, wo er möglicherweise Kontakt zu Damião de Góis und Luís de Camões hatte.

## Ausgaben
- História da Província Santa Cruz. 1576
  - (frz. Übers.) Histoire de la province de Sancta-Cruz, par Pero de Magalhanes. Voyages, relations et mémoires originaux pour servir à l’histoire de la découverte de l’Amérique, Bd. 2. Bertrand, Paris 1837 (Digitalisat)
  - (engl. Übers.) The Histories of Brazil: now translated into English for the first time and annotated by John B. Stetson, Jr., with a facsimile of the Portuguese original, 1576. Cortes Society, New York, 1922 (2 Bände) Documents and Narratives Concerning the Discovery and Conquest of Latin America 5 (Digitalisat (Bd. 2))